# Envidiosa
Envidiosa es una serie de televisión por internet de comedia dramática romántica argentina original de Netflix. Sigue la vida de Vicky, una mujer que entra en crisis luego de que su pareja la abandona, mientras observa como todas sus amigas se casan y ella busca reconstruir su vida sentimental. Está protagonizada por Griselda Siciliani, Esteban Lamothe, Benjamín Vicuña, Pilar Gamboa, Violeta Urtizberea, Marina Bellati, Bárbara Lombardo, Martín Garabal, Lorena Vega y Susana Pampín. La serie fue estrenada el 18 de septiembre de 2024. En simultáneo se grabó una segunda temporada, la cual se estrenó el 5 de febrero de 2025. Poco después, Netflix renovó la serie para una tercera temporada.

## Sinopsis
La historia se centra en Victoria (Griselda Siciliani), una mujer que lleva una relación de diez años con Daniel (Martín Garabal), quien cuando lo dejan se casa repentinamente con una chica más joven. A partir de esto, Victoria entra en crisis y más cuando ve que todo su grupo de amigas comienzan a casarse, por lo que experimenta varios sentimientos que hace que no se alegre por ellas. 
Sin embargo, en el medio de este proceso, buscará rearmar su vida amorosa, la cual entra en conflicto cuando se interesa por su jefe Nicolás (Benjamín Vicuña), un hombre encantador y que está bien posicionado; y por otro lado conoce a Matías (Esteban Lamothe), un joven de clase media que trabaja en una rotisería.

## Elenco

### Principal
- Griselda Siciliani como Victoria «Vicky» Mori
- Esteban Lamothe como Matías Larsen
- Benjamín Vicuña como Nicolás Mastronardi (temporada 1; invitado temporada 2)
- Pilar Gamboa como Carolina Mori
- Violeta Urtizberea como Lucila «Lu» Pedemonte
- Marina Bellati como Débora «Debbie»
- Bárbara Lombardo como Melina Villalba
- Martín Garabal como Daniel Oribe
- Lorena Vega como Fernanda
- Susana Pampín como Teresa

### Secundario
- Leonora Balcarce como Magalí «Magui» Roldán
- Adrián Lakerman como Fermín
- Débora Nishimoto como Mei Huang

### Participaciones
- Milla Araújo como Bruna (temporada 1)
- Patricia Echegoyen como Diana
- Mimí Ardú como Silvia
- Camila Peralta como Laura Mori
- Arturo Puig como Héctor Mori (temporada 1)
- Germán de Silva como Luis Larsen (temporada 1)
- Carla Pandolfi como Marina Iñazú
- José Giménez Zapiola como Maxi Pasini (temporada 2)
- Agustina Suásquita como Elena «Leni» (temporada 2)
- Gloria Carrá como Violeta (temporada 2)

## Episodios
| Temporada | Temporada | Episodios | Episodios | Lanzamiento original | Lanzamiento original |
| --------- | --------- | --------- | --------- | -------------------- | -------------------- |
|           | 1         | 12        | 12        | 18 de agosto de 2024 | 18 de agosto de 2024 |
|           | 2         | 11        | 11        | 5 de febrero de 2025 | 5 de febrero de 2025 |

### Primera temporada (2024)
| N.º en serie | N.º en temp. | Título                     | Dirigido por   | Escrito por      | Fecha de lanzamiento original |
| ------------ | ------------ | -------------------------- | -------------- | ---------------- | ----------------------------- |
| 1            | 1            | «Todo sobre Vicky»         | Gabriel Medina | Carolina Aguirre | 18 de septiembre de 2024      |
| 2            | 2            | «Barrilete cósmico»        | Gabriel Medina | Carolina Aguirre | 18 de septiembre de 2024      |
| 3            | 3            | «Ametralladora de likes»   | Gabriel Medina | Carolina Aguirre | 18 de septiembre de 2024      |
| 4            | 4            | «Leona pero no campeona»   | Gabriel Medina | Carolina Aguirre | 18 de septiembre de 2024      |
| 5            | 5            | «El juego de la vida»      | Gabriel Medina | Carolina Aguirre | 18 de septiembre de 2024      |
| 6            | 6            | «Pizza Delivery»           | Gabriel Medina | Carolina Aguirre | 18 de septiembre de 2024      |
| 7            | 7            | «Todas se casan menos vos» | Gabriel Medina | Carolina Aguirre | 18 de septiembre de 2024      |
| 8            | 8            | «Rota y roto»              | Gabriel Medina | Carolina Aguirre | 18 de septiembre de 2024      |
| 9            | 9            | «Historia clínica»         | Gabriel Medina | Carolina Aguirre | 18 de septiembre de 2024      |
| 10           | 10           | «Un zapato feo y cómodo»   | Gabriel Medina | Carolina Aguirre | 18 de septiembre de 2024      |
| 11           | 11           | «Mujer quilombo»           | Gabriel Medina | Carolina Aguirre | 18 de septiembre de 2024      |
| 12           | 12           | «La sirenita»              | Gabriel Medina | Carolina Aguirre | 18 de septiembre de 2024      |

### Segunda temporada (2025)
| N.º en serie | N.º en temp. | Título                                | Dirigido por     | Escrito por      | Fecha de lanzamiento original |
| ------------ | ------------ | ------------------------------------- | ---------------- | ---------------- | ----------------------------- |
| 13           | 1            | «Choque de frente»                    | Gabriel Medina   | Carolina Aguirre | 5 de febrero de 2025          |
| 14           | 2            | «Quien dice el doble, dice el triple» | Gabriel Medina   | Carolina Aguirre | 5 de febrero de 2025          |
| 15           | 3            | «Hay un hueco»                        | Gabriel Medina   | Carolina Aguirre | 5 de febrero de 2025          |
| 16           | 4            | «La secta»                            | Fernanda Heredia | Carolina Aguirre | 5 de febrero de 2025          |
| 17           | 5            | «Viajar en primera»                   | Fernanda Heredia | Carolina Aguirre | 5 de febrero de 2025          |
| 18           | 6            | «Ninja del amor»                      | Fernanda Heredia | Carolina Aguirre | 5 de febrero de 2025          |
| 19           | 7            | «Pata o muslo»                        | Fernanda Heredia | Carolina Aguirre | 5 de febrero de 2025          |
| 20           | 8            | «Segundo Francia»                     | Fernanda Heredia | Carolina Aguirre | 5 de febrero de 2025          |
| 21           | 9            | «Mundo de casualidades»               | Fernanda Heredia | Carolina Aguirre | 5 de febrero de 2025          |
| 22           | 10           | «Licenciada en maternidad»            | Fernanda Heredia | Carolina Aguirre | 5 de febrero de 2025          |
| 23           | 11           | «Un desayuno perfecto»                | Fernanda Heredia | Carolina Aguirre | 5 de febrero de 2025          |

## Producción
En octubre de 2023, Netflix anunció el desarrollo de la serie bajo la producción de Kapow junto a Adrián Suar como productor artístico y Carolina Aguirre como la responsable de la redacción del guion, mientras que Griselda Siciliani fue elegida como la protagonista. Al mes siguiente, se informó que Benjamín Vicuña realizaría una participación estelar en la serie, mientras que Bárbara Lombardo, Leonora Balcarce y Violeta Urtizberea formaría parte del elenco estable. En diciembre de ese año, se confirmó que la primera temporada estaría compuesta por 12 episodios de media hora y que su estreno sería a finales del 2024.
El rodaje de la serie inició a mediados de noviembre de 2023. En enero de 2024, las grabaciones debieron ser suspendidas temporalmente a causa de que Griselda Siciliani contrajo la enfermedad por coronavirus. En febrero de ese año, se reveló que la serie estaba dirigida por Gabriel Medina y que el resto del elenco principal estaba conformado por Esteban Lamothe, Pilar Gamboa, Martín Garabal y Marina Bellati. En simultáneo, se grabó una segunda temporada también constituida por 12 episodios, cuyo rodaje concluyó en julio de 2024.
El 17 de marzo de 2025, iniciaron las grabaciones de la tercera temporada. Ese mismo mes, se confirmó la incorporación de María Abadi al elenco. En abril del mismo año, se develó que la cantante Nicki Nicole realizaría una participación especial.

## Recepción

### Comentarios de la crítica
La serie recibió críticas positivas por parte de la prensa. Natalia Trzenko de La Nación señaló que «hay muchas cosas que están bien y hasta muy bien con esta comedia romántica, que cumple con muchos de los requisitos fundamentales del género». Además, elogió la actuación de Siciliani diciendo que es «expresiva, especialmente talentosa para la comedia física, la actriz pasa de interpretar las situaciones más ridículas a las secuencias más emotivas y siempre acierta».
En una reseña para Cadena 3 Argentina, Francisco Vidal escribió que Envidiosa «es ágil y divertida», «se adapta bien a los tiempos que corren y tiene un aire juvenil que se refleja en buenas canciones del indie que dan cierre a los capítulos» y «Siciliani brilla en un papel desafiante de satirizar o caricaturizar a una mujer obsesionada».

### Premios y nominaciones
| Lista de premios y nominaciones | Lista de premios y nominaciones  | Lista de premios y nominaciones                 | Lista de premios y nominaciones | Lista de premios y nominaciones | Lista de premios y nominaciones |
| Año                             | Organización                     | Categoría                                       | Nominado/a(s)                   | Resultado                       | Ref(s)                          |
| ------------------------------- | -------------------------------- | ----------------------------------------------- | ------------------------------- | ------------------------------- | ------------------------------- |
| 2024                            | Premios Martín Fierro Latino     | Labor actoral en tv y plataformas               | Benjamín Vicuña                 | Nominado                        | [ 19 ]                          |
| 2024                            | Premios Martín Fierro de la Moda | Actriz con mejor estilo en ficción              | Griselda Siciliani              | Nominada                        | [ 20 ] [ 21 ]                   |
| 2024                            | Premios Martín Fierro de la Moda | Actor con mejor estilo en ficción               | Benjamín Vicuña                 | Ganador                         | [ 20 ] [ 21 ]                   |
| 2024                            | Premios Martín Fierro de la Moda | Actor con mejor estilo en ficción               | Esteban Lamothe                 | Nominado                        | [ 20 ] [ 21 ]                   |
| 2024                            | Premios Cóndor de Plata          | Mejor serie dramática o de comedia              | Envidiosa                       | Ganador                         | [ 22 ]                          |
| 2024                            | Premios Cóndor de Plata          | Mejor actriz protagonista                       | Griselda Siciliani              | Ganadora                        | [ 22 ]                          |
| 2024                            | Premios Cóndor de Plata          | Mejor actriz de reparto                         | Lorena Vega                     | Ganadora                        | [ 22 ]                          |
| 2024                            | Premios Cóndor de Plata          | Mejor actriz de reparto                         | Pilar Gamboa                    | Nominada                        | [ 22 ]                          |
| 2024                            | Premios Cóndor de Plata          | Mejor actor de reparto                          | Esteban Lamothe                 | Nominado                        | [ 22 ]                          |
| 2024                            | Premios Cóndor de Plata          | Mejor guion original                            | Carolina Aguirre                | Ganadora                        | [ 22 ]                          |
| 2024                            | Premios Cóndor de Plata          | Mejor música original                           | Juan Blas Caballero             | Nominado                        | [ 22 ]                          |
| 2024                            | Premios Cóndor de Plata          | Mejor dirección de casting                      | Soledad Correa                  | Nominada                        | [ 22 ]                          |
| 2024                            | Premios Cóndor de Plata          | Mejor diseño de sonido                          | José E. Caldararo               | Nominado                        | [ 22 ]                          |
| 2024                            | Premios Cóndor de Plata          | Mejor dirección                                 | Gabriel Medina                  | Nominado                        | [ 22 ]                          |
| 2025                            | Premios Luces                    | Mejor ficción                                   | Envidiosa                       | Nominado                        | [ 23 ]                          |
| 2025                            | Premios Aura                     | Mejor actuación en serie de comedia             | Griselda Siciliani              | Nominada                        | [ 24 ]                          |
| 2025                            | Premios Aura                     | Mejor guion                                     | Carolina Aguirre                | Nominada                        | [ 24 ]                          |
| 2025                            | Premios Platino                  | Mejor actor de reparto en miniserie o teleserie | Benjamín Vicuña                 | Nominado                        | [ 25 ]                          |